# 天目刺皮耳
天目刺皮耳（学名：Heterochaete tianmuensis）是属于银耳目银耳科刺皮耳属的一种真菌，群生于阔叶树枯枝上。该种分布于中国。